# Йобес Ондієкі
Йобес Ондієкі (англ. Yobes Ondieki; нар. 21 лютого 1961) — кенійський легкоатлет, який спеціалізувався в бігу на середні та довгі дистанції.
Був у шлюбі з австралійкою Лайзою Мартін (нар. 1960) — срібною призеркою з марафонського бігу на Олімпіаді-1988.

## Спортивні досягнення
Двічі виступав у олімпійських фіналах з бігу на 5000 метрів — 5-е місце у 1992 та 12-е місце у 1988.
Чемпіон світу з бігу на 5000 метрів (1991).
Чемпіон Кенії з бігу на 5000 метрів (1991).
Ексрекордсмен світу з бігу на 10000 метрів — 26.58,38 (1993). Першим в історії «вибіг» з 27 хвилин у цій дисципліні.
Ексволодар вищого світового досягнення з шосейного бігу на 5 кілометрів — 13.29 (1989).